# Detroit Red Wings
I Detroit Red Wings sono una franchigia di hockey su ghiaccio della NHL con sede a Detroit, Michigan. Competono nella NHL dal 1926 (anno della loro fondazione) e sono una delle Original Six assieme a Montreal Canadiens, Toronto Maple Leafs, Boston Bruins, New York Rangers e Chicago Blackhawks. Dalla stagione NHL 2013-2014 competono nella Eastern Conference. Al 2021 hanno vinto 11 Stanley Cup, risultando la squadra statunitense più titolata: solo le due franchigie canadesi dei Toronto Maple Leafs (13 vittorie) e i Montreal Canadiens (24 vittorie) si sono aggiudicate più coppe.

## Storia

### 1926-1943: i primi anni
I Detroit Red Wings vengono fondati nel 1926 con il nome di Detroit Cougars. Nel 1930 vengono rinominati Detroit Falcons: due anni dopo la franchigia viene acquistata da James E. Norris, che decise di rinominarli nuovamente, chiamandoli Detroit Red Wings. James Norris decise, inoltre, dato che la franchigia si trovava a Detroit (una città sede di grandi industrie motoristiche), di cambiare il logo originario della "D" con un logo iconico per la sede: nacque così la famosa "ruota alata" (winged wheel in inglese) che rispecchia l'impatto che l'industria dell'auto ha avuto sulla città. Quattro anni dopo arrivò il primo grande successo per la squadra: nelle finali NHL del 1936, disputate al meglio delle cinque gare, Detroit sconfisse Toronto per 3-1 vincendo la prima Stanley Cup della sua storia. Durante gara-1 delle semifinali dei playoff, giocata contro i campioni uscenti dei Montreal Maroons, le squadre si resero protagoniste della più lunga gara di playoff mai disputata: Detroit ebbe la meglio per 1-0 grazie ad un gol segnato da Mud Bruneteau nel corso del sesto tempo supplementare.
L'anno dopo Detroit vinse nuovamente la Stanley Cup, questa volta contro i New York Rangers, sconfitti in cinque gare (3-2 nella serie). I Detroit Red Wings si ripeterono nella stagione NHL 1942-1943, questa volta sconfiggendo i Boston Bruins in quattro gare (4-0), vincendo la terza Stanley Cup della loro storia.

### 1946-1971: l'era di Gordon Howe
A partire dalla stagione NHL 1946-1947 arrivò nel Michigan un giocatore destinato a diventare una vera e propria leggenda della franchigia, l'ala destra Gordon Howe. Con Howe e Pete Babando, i Detroit Red Wings raggiunsero le finali nel campionato 1949-1950, riuscendo a vincere contro i New York Rangers al meglio delle sette gare (4-3), ottenendo la quarta Stanley Cup, con un goal dello stesso Babando al secondo overtime. A partire dal 1947 l'allenatore Tommy Ivan affiancò a Gordon Howe il centro Sid Abel e l'ala sinistra Ted Lindsay, dando vita a una celeberrima linea entrata nella storia come "Production Line", per via della prolificità dei punti e dei goal segnati. Durante le finali della stagione 1951-1952 vennero sconfitti al meglio delle sette gare i Montreal Canadiens (4-0): Detroit vinse la quinta Stanley Cup della storia della franchigia. Sid Abel venne scambiato con i Chicago Blackhawks la stagione successiva, e la celebre linea venne ricomposta inserendo il centro Alex Delvecchio, giocatore che sarebbe poi diventato un'icona della squadra. Due anni dopo i Montreal Canadiens dovettero gettare nuovamente la spugna per consegnare il titolo NHL del 1954 ancora una volta ai Red Wings, questa volta in 7 gare (4-3). Il dominio di Detroit continuò l'anno successivo: dopo aver dominato la stagione regolare con 95 punti, Detroit vinse nuovamente contro i Canadiens e nuovamente con il risultato di 4-3. Si trattava della settima Stanley Cup della franchigia, l'ultima della gloriosa era di Gordon "Gordie" Howe.
Malgrado fosse rimasta una squadra competitiva, Detroit non riuscì più a riconquistare la Stanley Cup nei decenni successivi, pur raggiungendo numerose finali (sempre perse), soprattutto contro i Toronto Maple Leafs e i Montreal Canadiens. Nel 1971 Howe giocò il suo ultimo campionato con la maglia dei Red Wings e l'anno successivo si trasferì nella WHA con gli Houston Aeros.

### 1967-1982: l'era "Dead Wings"
Prima che Howe lasciasse la franchigia di Detroit nel 1971, a partire già dal 1967, i Red Wings conobbero un periodo pessimo, dove i playoff vennero raggiunti solo due volte (vincendo una sola serie) e dove la franchigia cambiò ben 14 allenatori diversi: quest'era in inglese viene chiamata "Dead Wings", ovvero Ali Morte. Durante la stagione 1979-1980, il "Detroit Olympia", teatro delle partite casalinghe, venne abbandonato per trasferirsi nella Joe Louis Arena, chiamata così in onore del celebre pugile Joe Louis. Nel 1982 Bruce Norris, dopo oltre 50 anni nei quali i Red Wings erano stati di proprietà della famiglia Norris, vendette i Red Wings a Mike Ilitch, fondatore del Little Caesars Pizza.

### 1983-1993: l'era di Steve Yzerman
Nel 1983 venne selezionato Steve Yzerman, quarta scelta assoluta all'NHL Entry Draft 1983, attaccante canadese proveniente dall'Ontario. Con il suo arrivo e le sue prestazioni i playoff vennero raggiunti nuovamente. Nel 1987, con un roster che contava Yzerman e altri celebri giocatori quali Petr Klima, Adam Oates, Gerard Gallant, John Ogrodnick, Bob Probert e Joey Kocur, nonché il nuovo allenatore Jacques Demers, i Red Wings raggiunsero le finali della Western Conference per la prima volta dopo diverso tempo, perdendo in cinque partite contro gli Edmonton Oilers, nelle cui file militava Wayne Gretzky. Nel 1988, per la prima volta dopo 23 anni, i Detroit Red Wings vinsero la Norris Division, ma persero nuovamente contro gli Oilers nelle finali della Western Conference. Nel 1989, Steve Yzerman segnò 65 goal, il suo massimo in carriera, ma i Chicago Blackhawks spensero nuovamente le speranze al primo turno dei playoff. Malgrado i playoff mancati nella stagione seguente, i Detroit Red Wings rimasero competitivi e riuscirono a partecipare nuovamente ai playoff a partire dalla stagione NHL 1990-1991. Nella franchigia di Detroit arrivarono in questi anni numerosi rinforzi quali Sergei Fedorov, Paul Coffey, Slava Kozlov, Darren McCarty, Vladimir Konstantinov, e Nicklas Lidström, molti dei quali giocheranno un ruolo significativo per la storia della franchigia in seguito.

### 1993-1998: il ritorno al successo
Con l'arrivo di Scotty Bowman sulla panchina dei Red Wings nel 1993, le cose cambiarono: egli guidò la squadra, nella stagione 1994-1995, alle prime finali dopo 29 anni, pur venendo sconfitti dai New Jersey Devils.
Arrivarono poi le star Vjačeslav Fetisov, Igor' Larionov e il portiere Mike Vernon nel 1996. La gloria stava tornando, e nella stagione 1996-1997, i Detroit Red Wings arrivarono in finale contro i Philadelphia Flyers, anche grazie al contributo dei nuovi arrivati Brendan Shanahan e Larry Murphy: un secco 4-0, e dopo 42 anni di digiuno il titolo tornava ai Red Wings. Grandi protagonisti nel trionfo di Detroit furono i celeberrimi "Russian Five" (Vjačeslav Fetisov e Vladimir Konstantinov in difesa, Slava Kozlov, Igor' Larionov e Sergei Fedorov in attacco), che formarono la prima linea completamente russa nella storia della NHL. Sfortunatamente, la gioia durò pochissimi giorni, appena 6, poiché durante le numerosi celebrazioni, Fetisov e Konstantinov rimasero coinvolti in un terribile incidente stradale: il primo rimediò solamente qualche contusione, ma il secondo rimase paralizzato a vita.
Nella stagione seguente, 1997-1998, la superpotenza del Michigan arrivò nuovamente in finale, contro i giovanissimi e sorprendenti Washington Capitals, che però non poterono niente contro la forza di Detroit: 4-0 di nuovo, Stanley Cup rivinta e titolo riconfermato. Fu molto commovente vedere lo sfortunato Konstantinov, seduto su una carrozzella, toccare il trofeo circondato dai suoi compagni.
Non riuscendo più a vincere nulla negli anni seguenti, e con l'abbandono di giocatori, ormai quarantenni, Detroit dovette rinforzarsi: arrivò il leggendario portiere Dominik Hašek dai Buffalo Sabres, nonché Luc Robitaille, Brett Hull e il rookie centro Pavel Datsyuk dalla Russian Super League: i Red Wings tornarono i favoriti per il titolo del 2002. Detroit non deluse, e dopo una regular season da record arrivarono in finale NHL contro i Carolina Hurricanes: 5 gare, e 10° Stanley Cup vinta. Bowman decise di lasciare la squadra dopo la conquista del titolo.

### Anni recenti
Negli ultimi anni è stato messo sotto contratto anche il portiere Chris Osgood, nonché molti giocatori europei come gli svedesi Henrik Zetterberg, Mikael Samuelsson, Niklas Kronwall e il ceco Robert Lang. Grandi giocatori come Brendan Shanahan e Steve Yzerman hanno lasciato, e proprio dopo l'addio all'hockey giocato di quest'ultimo, Nicklas Lidström è diventato il capitano della squadra, nonché leader indiscusso. La franchigia è stata presa in mano dall'head coach canadese Mike Babcock. Nella stagione 2007-2008, firma per una stagione soltanto, l'ultima della sua carriera, il veterano Dallas Drake: egli decide di firmare per Detroit proprio perché era stata Detroit a sceglierlo nel draft 16 anni prima, e perché solo con essa Dallas credeva di poter vincere la Stanley Cup.
Le "ali rosse", giocano una regular season strepitosa, piazzandosi al primo posto con ben 115 punti e con il miglior record della lega. Le due superstars Pavel Datsyuk e Henrik Zetterberg mettono a referto rispettivamente 97 e 92 punti, piazzandosi fra i migliori marcatori della lega. Al primo turno dei play-off Detroit incontra i Nashville Predators: 4-2 il risultato in 6 match, Detroit è in semifinale. In semifinale ad Ovest ci sono i rivali di sempre, i Colorado Avalanche: ci si aspetta una serie combattuta, e invece Detroit schianta Colorado con un 4-0 e vincendo un'incredibile gara-4 alla Pepsi Arena per 8-2. In finale di Conference ci si aspetta San José, mentre approdano incredibilmente i Dallas Stars: Detroit fatica ma chiude la serie in gara-6, 4-2. In finale ci sono i Pittsburgh Penguins di Sidney Crosby e Evgeni Malkin: sono sorprendentemente giovani e abili, ma la forza e l'esperienza di Detroit prevalgono sulla gioventù: 4-2 il risultato della serie, vinta da Detroit a Pittsburgh in gara-6 per 3-2 con un incredibile salvataggio all'ultimo secondo di Osgood su Hossa. I sogni di Dallas Drake diventano realtà, proprio all'ultima stagione della sua carriera. 11° Stanley Cup della storia di Detroit, Nicklas Lidström diventa il primo europeo della storia a vincerla da capitano.
Dopo aver sollevato la Stanley Cup, Nicklas Lidström decise di passarla per primo a Drake, sapendo quanto fosse importante per lui.
Il 2 luglio del 2008, ha firmato per la franchigia del Michigan l'attaccante slovacco Marián Hossa, rivale dei Red Wings proprio nella finale precedentemente giocata con i Pittsburgh Penguins. Valteri Filppula ha rinnovato il suo contratto così come Brad Stuart, mentre Dallas Drake ha lasciato l'hockey giocato. Il portiere free agent Ty Conklin è stato scelto come successore del veterano Dominik Hašek, anch'egli ritiratosi dall'attività.
La stagione 2008-2009 è positiva per la franchigia statunitense. I Red Wings terminano infatti la regular season al 3º posto, dietro San José e Boston. Pavel Datsyuk si conferma nuovamente il leading scorer della squadra, bissando il suo career high con 97 punti, davanti al secondo marcatore, Henrik Zetterberg (73 punti).
Ai play-off eliminano in rapida successione i Columbus Blue Jackets (serie vinta 4-0), gli Anaheim Ducks (4-3) e i Chicago Blackhawks (4-1), laureandosi ancora campioni Western Conference. In finale NHL, c'è di nuovo Pittsburgh: la serie parte bene per Detroit, che si porta sul 2-0: ma Crosby e Malkin non ci stanno a perdere ancora una volta in finale contro i Red Wings, e riportano la serie in parità, fino ad arrivare al 3-3 e alla gara decisiva, questa volta alla Joe Louis Arena; e questa volta, ad alzare la coppa sulla pista avversaria, sono i Penguins. Paradossalmente, per uno scherzo del destino, Marián Hossa, che aveva voluto cambiare squadra, passando proprio dai Penguins ai Red Wings (convinto che la franchigia del Michigan fosse la sola a poter consegnare lui una Stanley Cup), vede i suoi compagni dell'anno precedente vincere la coppa proprio sulla sua pista di casa, quand'era arrivato ad un passo dal realizzare il suo sogno.
Con i rinnovi di Henrik Zetterberg e Johan Franzen, convinto di non trovare più spazio, Hossa dopo la triste finale decide di firmare per i Chicago Blackhawks.
La stagione 2009-2010 è molto dura per i guerrieri del Michigan. La squadra è costellata da infortuni, l'infermiera scoppia, troppe partite vengono vinte o perse ai supplementari, e così vengono raccolti pochi punti. Dopo le Olimpiadi di Vancouver comunque, le cose cominciano a girare per il verso giusto. I Red Wings piazzano 13 risultati utili consecutivi e riescono a fermarsi stabilmente in zona playoff, che raggiungono guardando le altre squadre dall'alto della 5ª posizione in Western Conference. Al primo turno incontrano i Phoenix Coyotes, che riescono molto difficilmente a superare con un 4-3 nella serie. In semifinale ci sono i San Jose Sharks, che però, non sono più disposti a ripetere le figuracce del passato: 4-1 nella serie, Detroit non ripete il cammino lungo e trionfale che l'aveva portata due volte di fila in finale NHL nelle due stagioni precedenti. È da segnalare comunque l'incredibile vittoria, l'unica della serie di semifinale contro San José, per 7-1 (quando i Red Wings si trovavano sotto 0-3 nella serie).
Nella stagione 2010-2011, Detroit conclude la stagione regolare al terzo posto nella Western Conference con 104 punti; i Playoff cominciano con un secco 4-0 ai danni dei Phoenix Coyotes nei quarti di finale della Stanley Cup.
Per il secondo anno consecutivo incontrano in semifinale i San Jose Sharks, trovandosi sotto nella serie 3-0, Detroit, riesce a rimontare fino al 3-3 ma perdendo gara 7 con un risultato di 3-2.
Nel luglio 2011 Chris Osgood, Kris Draper e Brian Rafalski decidono di ritirarsi dall'attività di giocatori, con i primi 2 che ricopriranno cariche dirigenziali nel team. Nella stagione 2011/2012, inoltre, i Detroit Red Wings infrangono il record di vittorie consecutive in casa con una vittoria di 3-1 sui Dallas Stars, superando quello detenuto precedentemente dai Philadelphia Flyers, di 20 vittorie. La striscia di 23 vittorie consecutive casalinghe verrà dunque interrotta dai Vancouver Canucks il 23 febbraio 2012, vincitori con un punteggio di 4-3.

## Rivalità

### Colorado Avalanche
Questa rivalità è stata spesso considerata una delle più intense e sentite nella NHL tanto dalla stampa quanto dai fan, dovuta principalmente al fatto che i due team si sono incontrati cinque volte in sette anni nei playoff della Western Conference.
La rivalità comincia durante la stagione 1995-1996 quando i Colorado Avalanche incontrarono i Detroit Red Wings nella finale della Western Conference, vincendo la serie per 4-2. Durante la sesta gara, mentre Kris Draper (attaccante dei Red Wings) stava pattinando nei pressi della panchina, subì un colpo da tergo inferto da Claude Lemieux, attaccante degli Avalanche, che lo fece sbattere con il viso contro la balaustra. Draper subì un grave infortunio e si trovò costretto a sottoporsi a una chirurgia ricostruttiva del viso. Dopo l'incidente Lemieux ricevette minacce dai fan dei Detroit Red Wings e anche da alcuni giocatori, che non digerirono la carica di Lemieux su Draper, incluso il portiere Chris Osgood.
La stagione seguente, nell'ultimo match di regular season tra le due squadre giocatosi il 26 marzo 1997, scoppiò una rissa conosciuta come Brawl in Hockeytown (Rissa nella Città dell'hockey). Dato che la bagarre scoppiò di mercoledì, è anche conosciuta come "Bloody Wednesday", ovvero il Mercoledì di sangue.
Inizialmente ci furono due scontri, dopo pochi minuti di gioco, fra Jamie Pushor (Detroit Red Wings) e Brent Severyn (Colorado Avalanche) e poi, verso la metà del primo periodo, tra Rene Corbet di Colorado e Kirk Maltby di Detroit. La bagarre vera e propria cominciò dopo uno scontro di gioco fra i due attaccanti Igor' Larionov e Peter Forsberg, che portò a una sospensione del gioco e a diversi altri scontri. In particolare, celebri furono i colpi dati dall'attaccante dei Red Wings Darren McCarty a Claude Lemieux (responsabile della carica subita la stagione precedente da Kris Draper), che cercò di raggomitolarsi a terra nel tentativo di evitare ed attutire i colpi subiti. Nello stesso momento, Patrick Roy, portiere dei Colorado Avalanche, intervenne per bloccare McCarty e Brendan Shanahan, attaccante canadese dei Red Wings, intervenne per bloccare Roy: da questa fase si aprì un nuovo scontro fra i due portieri, una vera e propria scazzottata, quando Mike Vernon, il portiere dei Detroit Red Wings, prese parte alla bagarre. A seguito dello scontro fra i due portieri scoppiò un'altra contesa fra Adam Deadmarsh (Colorado Avalanche) e il difensore di Detroit Vladimir Konstantinov.
Nel secondo periodo di gioco vi furono altri cinque scontri: Brendan Shanahan (Detroit Red Wings) e Adam Foote (Colorado Avalanche), Mike Keane (Colorado Avalanche) e Tomas Holmström (Detroit Red Wings), Aaron Ward (Detroit Red Wings) e Brent Severyn (Colorado Avalanche), Darren McCarty (Red Wings) e Adam Deadmarsh (Avalanche) e infine tra Jamie Pushor (Red Wings) e Uwe Krupp (Colorado).
In totale si contarono 11 scontri diversi e 144 minuti di penalità. Alla fine del terzo periodo, la partita era sul 5-5. I Detroit Red Wings vinsero la partita con il goal decisivo segnato da Darren McCarty, su assist di Brendan Shanahan e Igor Larionov.

## Formazione Attuale

### Portieri
| Numero | Nazionalità            | Nome             | Ruolo | Acquistato | Luogo di nascita          |
| ------ | ---------------------- | ---------------- | ----- | ---------- | ------------------------- |
| 34     | Rep. Ceca (bandiera)   | Petr Mrázek      | P     | 2010       | Ostrava (Repubblica Ceca) |
| 50     | Svezia (bandiera)      | Jonas Gustavsson | P     | 2012       | Danderyd (Svezia)         |
| 35     | Stati Uniti (bandiera) | Jimmy Howard     | P     | 2003       | Ogdensburg (Stati Uniti)  |

#### Difensori
| Numero | Nazionalità            | Nome                | Stecca | Acquistato | Luogo di nascita          |
| ------ | ---------------------- | ------------------- | ------ | ---------- | ------------------------- |
| 65     | Stati Uniti (bandiera) | Danny DeKeyser      | S      | 2013       | Detroit (Stati Uniti)     |
| 23     | Stati Uniti (bandiera) | Brian Lashoff       | S      | 2008       | Albany (Stati Uniti)      |
| 2      | Canada (bandiera)      | Brendan Smith       | S      | 2007       | Toronto (Canada)          |
| 27     | Canada (bandiera)      | Kyle Quincey        | S      | 2012       | Kitchener (Canada)        |
| 4      | Rep. Ceca (bandiera)   | Jakub Kindl         | S      | 2005       | Šumperk (Repubblica Ceca) |
| 52     | Svezia (bandiera)      | Jonathan Ericsson   | S      | 2002       | Karlskrona (Svezia)       |
| 55     | Svezia (bandiera)      | Niklas Kronwall - A | S      | 2000       | Stoccolma (Svezia)        |

#### Attaccanti
| Numero | Nazionalità            | Nome                  | Stecca | Posizione | Acquistato | Luogo di nascita       |
| ------ | ---------------------- | --------------------- | ------ | --------- | ---------- | ---------------------- |
| 11     | Svezia (bandiera)      | Daniel Alfredsson     | D      | AD        | 2013       | Göteborg (Svezia)      |
| 13     | Russia (bandiera)      | Pavel Datsyuk - A     | S      | C         | 1998       | Ekaterinburg (Russia)  |
| 8      | Stati Uniti (bandiera) | Justin Abdelkader     | S      | C/AS      | 2005       | Muskegon (Stati Uniti) |
| 44     | Canada (bandiera)      | Todd Bertuzzi         | S      | AD        | 2009       | Sudbury (Canada)       |
| 40     | Svezia (bandiera)      | Henrik Zetterberg - C | S      | C/AS      | 1999       | Njurunda (Svezia)      |
| 14     | Svezia (bandiera)      | Gustav Nyqvist        | S      | AD/AS     | 2008       | Halmstad (Svezia)      |
| 93     | Svezia (bandiera)      | Johan Franzén         | S      | C/AD      | 2004       | Vetlanda (Svezia)      |
| 43     | Canada (bandiera)      | Darren Helm           | S      | C         | 2002       | St. Andrews (Canada)   |
| 20     | Stati Uniti (bandiera) | Drew Miller           | S      | AS        | 2009       | Dover (Stati Uniti)    |
| 17     | Canada (bandiera)      | Patrick Eaves         | D      | AD        | 2010       | Calgary (Canada)       |
| 26     | Slovacchia (bandiera)  | Tomáš Tatar           | S      | AS/AD     | 2009       | Ilava (Slovacchia)     |
| 25     | Canada (bandiera)      | Corey Emmerton        | S      | C/AS      | 2006       | St. Thomas (Canada)    |
| 90     | Canada (bandiera)      | Stephen Weiss         | S      | C         | 2013       | Toronto (Canada)       |

Nota: C= capitano, A= capitano alternativo.

### Numeri ritirati
- 1 Terry Sawchuk, G, 1949-55, 1957-64 & 1968-69, ritirato il 6 marzo 1994
- 5 Nicklas Lidström, D, 1991-2012, ritirato il 6 marzo 2014
- 7 Ted Lindsay, LW, 1944-57 & 1964-65, ritirato il 10 novembre 1991
- 9 Gordie Howe, RW, 1946-71, ritirato il 12 marzo 1972
- 10 Alex Delvecchio, C, 1950-73, ritirato il 10 novembre 1991
- 12 Sid Abel, LW, 1938-52, ritirato il 29 aprile 1995
- 19 Steve Yzerman, C, 1983-2006, ritirato il 2 gennaio 2007
- 99 Wayne Gretzky, ritirato per tutta la lega il 6 febbraio 2000
- Sebbene non siano ufficialmente ritirati, nell'organizzazione dei Detroit Red Wings i numeri #6 di Larry Aurie e #16 di Vladimir Konstantinov non vengono indossati da nessun giocatore[11].

## Curiosità
- Nella serie televisiva Scrubs il Dottor Cox è un fan accanito dei Detroit Red Wings.
- Nella serie animata South Park i Red Wings affrontano e annientano la squadra dell'asilo di Park Country allenata da Stan.
- La maschera del personaggio Jason, protagonista del film Venerdì 13 è stata modellata secondo una maschera da portiere dei Red Wings.